# Nikolai Motovilov

Nikolai Aleksandrovici Motovilov

Nikolai Aleksandrovici Motovilov (în rusă Николай Александрович Мотовилов) (n. 25 mai/6 iunie 1809 – d. 27 ianuarie/8 februarie 1879) a fost un scriitor rus, biograful sfântului Serafim Sarovski.